# Filmographie de Johnny Hallyday

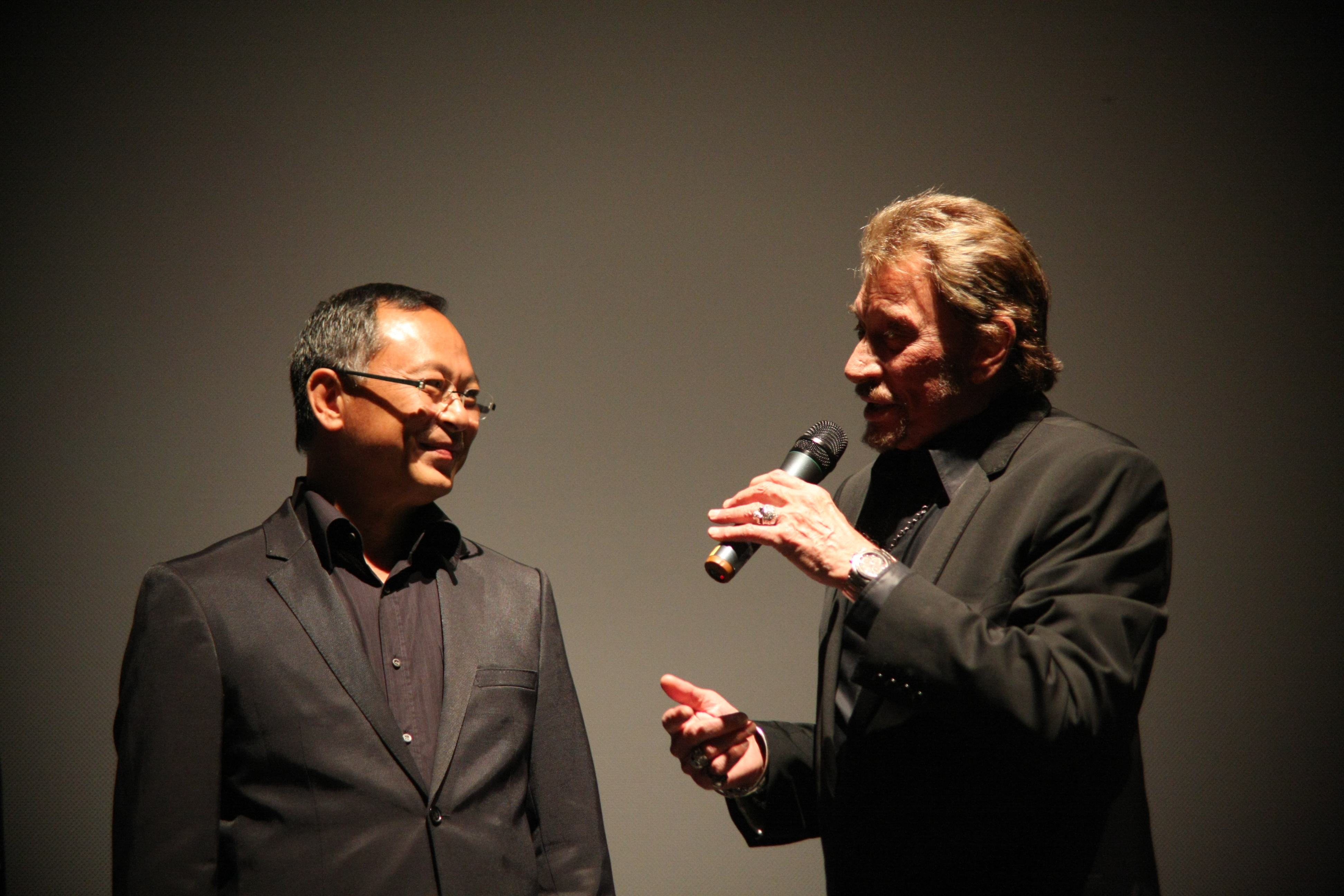
Johnny Hallyday et Johnnie To à une projection de Vengeance.

Cette page recense la filmographie de Johnny Hallyday

## Cinéma

### Classement de la filmographie

#### Rôles
- 1962 : Les Parisiennes de Michel Boisrond : Jean Allard
- 1963 : D'où viens-tu Johnny ? de Noël Howard : Johnny (mais pas Hallyday)
- 1967 : À tout casser de John Berry : Frankie
- 1969 : Le Spécialiste (Gli specialisti) de Sergio Corbucci : Hud
- 1970 : Point de chute de Robert Hossein : Vlad, dit Le Roumain
- 1972 : L'aventure c'est l'aventure, de Claude Lelouch : lui-même (mais mis en scène dans une situation fictive)
- 1980 : Le jour se lève et les conneries commencent de Claude Mulot : l'homme à l'hôpital
- 1984 : Détective de Jean-Luc Godard : Jim Fox Warner
- 1985 : Conseil de famille de Costa-Gavras : le père
- 1987 : Terminus de Pierre-William Glenn : Manchot
- 1990 : Le Triangle de Fer (The Iron Triangle) d'Eric Weston : Jacques - (resté inédit dans les salles, le film ne connaît qu'une sortie confidentielle en vidéo-cassette. il sera diffusé sur Canal +)[3]
- 1991 : La Gamine d'Hervé Palud : Frank Matrix
- 1999 : Pourquoi pas moi ? de Stéphane Giusti : José
- 2000 : Love Me de Laëtitia Masson : Lennox
- 2002 : L'Homme du train de Patrice Leconte : Milan
- 2003 : Wanted de Brad Mirman : Marcel Burot
- 2004 : Les Rivières pourpres 2 : Les Anges de l'apocalypse d'Olivier Dahan : l'ermite borgne
- 2005 : Quartier VIP de Laurent Firode : Alex
- 2006 : Jean-Philippe de Laurent Tuel : il y incarne un Jean-Philippe Smet qui ne serait pas parvenu à devenir Johnny Hallyday
- 2009 : La Panthère rose 2 (The Pink Panther 2) de Harald Zwart : Laurence Millikin
- 2009 : Vengeance de Johnnie To : Francis Costello
- 2014 : Salaud, on t'aime de Claude Lelouch : Jacques Kaminsky
- 2017 : Rock'N'Roll de Guillaume Canet : lui-même
- 2017 : Chacun sa vie de Claude Lelouch : Johnny (dans une situation fictive)

#### Documentaires
- 1968 : Treize jours en France de Claude Lelouch et François Reichenbach : lui-même (apparition non crédité au générique - à confirmer)
- 1970 : 5 + 1 de Guy Job : documentaire consacré au show d'Hallyday au Palais des sports de Paris et à un concert des Rolling Stones en 1969
- 1972 : J'ai tout donné de François Reichenbach : documentaire consacré à Johnny Hallyday
- 2008 : Starko de Karl Zéro : film documentaire consacré à Nicolas Sarkozy, où apparaissent nombres de personnalités dans leurs propres rôles
- 2019 (posthume) : Les Silences de Johnny de Pierre-William Glenn[1],[2].
- 2020 (posthume) : À nos promesses de François Goetghebeur, sur son road trip de biker de 2016, entre La Nouvelle-Orléans et Los Angeles.

#### Apparitions
- 1955 : Les Diaboliques d'Henri-Georges Clouzot : Un élève (figuration - non crédité au générique)
- 1961 : Dossier 1413 d'Alfred Rode : lui-même
- 1964 : Cherchez l'idole de Michel Boisrond : lui-même
- 1968 : Les Poneyttes de Joël Le Moigné : lui-même
- 1972 : Malpertuis de Harry Kümel : un marin (figuration - apparition furtive non crédité au générique)
- 1977 : L'Animal de Claude Zidi : la vedette masculine (simple apparition)
- 1998 : Paparazzi d'Alain Berbérian : lui-même
- 2002 : Mischka de Jean-François Stévenin : lui-même

#### Doublages
- 2011 : Titeuf, le film[4] dessin animé de Zep : doublage voix de son propre personnage (+ chant : La route est ta seule amie)

#### Compléments
- L'automne 1967 est, pour le chanteur, l'occasion de plusieurs projets de cinéma qui tournent courts : Johnny commence le tournage du film Consortium de Joël Lemoine avec Eddie Constantine. Resté inachevé, il ne reste de ce projet inabouti qu'une chanson Les gars de ma bande (restée de surcroît inédite jusqu'en 1993). Il participe également au film Les Poneyttes du même Joël Lemoine, qui bien qu'achevé dans sa réalisation et projeté une unique fois à l'Olympia, n'est jamais diffusé dans les salles. Johnny, portant une perruque bouclée, y apparaît la peau et les cheveux couleurs or et chante Le mauvais rêve et Hit parade[Note 1].
- 1969 : Johnny Hallyday interprète la chanson du film L'Or de MacKenna, western de Jack Lee Thompson, sur une musique de Quincy Jones[Note 2].
- En 1974, le réalisateur Claude Mulot tourne C'est jeune et ça sait tout ; pour le générique de fin, Johnny Hallyday enregistre Les grands enfants, chanson qui reste inédite jusqu'en 1993.
- En 1983, Johnny Hallyday enregistre sur une musique de Philippe Sarde, musique du film de Robin Davis J'ai épousé une ombre, une chanson homonyme signée Jean-Loup Dabadie ; elle sort le 15 février en 45 tours.
- La chanson Signes extérieurs de richesse[Note 3] donne son titre au film Signes extérieurs de richesse de Jacques Monnet (dans les salles le 9 novembre). Éric Bouad et Johnny Hallyday composent la musique du film. Outre cette chanson, Johnny chante When You Turn Out the Light ; la musique du film est diffusée en 45 tours le 24 octobre[5].
- En 1984, la chanson Souvenirs, Souvenirs donne son titre à un film d'Ariel Zeitoun Souvenirs, Souvenirs. À l'automne, sort en 33 tours la BOF, on retrouve sur le disque cinq chansons de Johnny Hallyday.
- En 2000 sort, le 23 février, la musique du film de Laetitia Masson Love Me. La BOF diffusée sur le CD Love Me comprend la musique originale de John Cale et six titres d'Elvis Presley (dont un en duo avec Sandrine Kiberlain)[6], repris en VO par Johnny Hallyday.
- En 2001, le 3 avril, sort le CD BOF de 15 août. Johnny Hallyday chante Vous les femmes (pauvres diables), reprise du succès de Julio Iglesias[7]. Le single précède le film de Patrick Alessandrin dans les salles le 18 avril.
- En 2002, Johnny Hallyday chante la chanson titre du film d'Alexandre Arcady Entre chiens et loups. On peut également y entendre Un monde à part. Un CD BOF est mis en vente. Félix Gray est l'auteur de ces deux titres restés très confidentiels[Note 4].

## Télévision
- 1960 : Rue de la Gaîté (émission télévisée) de Jean Nohain : lui-même
- 1963 : Un coup dans l'aile (téléfilm) de Claude Barma : lui-même
- 1971 : Pour une pomme (téléfilm) de Claude Barrois et Jean-Marie Périer : lui-même
- 1983 : Père Noël et fils (téléfilm) d'André Frédérick : lui même[8]
- 1989 : David Lansky d'Hervé Palud (série télévisée) : commissaire David Lansky
- 2005 : Commissaire Moulin (série télévisée), épisode Kidnapping d'Yves Rénier : William Terrano.
- 2005 : L'Homme qui voulait passer à la télé (téléfilm) d'Amar Arhab et Fabrice Michelin

### Compléments
- 1967 : Johnny Hallyday chante le générique du feuilleton télévisé Les Chevaliers du ciel[Note 5].
- 1968 : le générique de la seconde saison de Les Chevaliers du ciel défile cette fois encore sur une chanson de Johnny Hallyday : Le ciel nous fait rêver. En avril le titre sort en 45 tours ; il précède la sortie, le 2 mai, de la BOF Les Chevaliers du ciel.
- 1974 : Johnny chante le générique de la série Le soleil se lève à l'est (un 45 tours est commercialisé le 23 mai).
- 1983 : durant l'été, TF1 diffuse chaque samedi et dimanche une série d'émissions intitulées Souvenirs, Souvenirs, présentée par Johnny Hallyday, consacrée au rock des années 1950-60[9].